# Ликари, Даниэль
Даниэль Ликари (фр. Danielle Licari; род. 30 ноября 1936, г. Булонь-сюр-Мер, Па-де-Кале, Франция) — французская эстрадная певица. 

## Биография
Даниэль родилась в семье профессионального музыканта. Её отец был дирижёром симфонического оркестра.
С пяти лет Даниэль начинала заниматься пением. В двенадцать лет она выступила во Французском национальном хоре по радио. Позже продолжила обучение по профессиональному пению. Однако по её воспоминаниям, ей не понравилась жесткость мира классической музыки, и она решает не посвящать свою жизнь оперному искусству. Даниэль обосновывается в Париже, предаваясь изучению и экспериментированию с различными вокальными стилями, для наработки собственного стиля исполнения.
Будучи невероятно гибким художником, Даниэль сумела развить свой редкий индивидуальный стиль, представляющий собой удивительно вокализацию. Краеугольным камнем её песенного творчества стал вокализ, часто называемый «skat», основанный на уникальной технике, включающей в себя трели, глиссандо и требующий интонирования (точного воспроизведения звуков по высоте).
Известность к Даниэль Ликари пришла в 1964 году после экранизации мюзикла Шербурские зонтики. Уникальность фильма заключалась в том что все герои, как главные, так и второстепенные и даже эпизодические, только поют; в фильме нет ни одного разговорного диалога. Режиссёр фильма Жак Деми привлёк Даниэль к участию в фильме по случайности. Первоначально на главную роль была приглашена профессиональная певица, победительница конкурса «Евровидение» Изабель Обре, но из-за серьёзных травм, полученных в дорожной аварии, она была вынуждена отказаться от неё. Жак Деми остановил свой выбор на Катрин Денёв. Но так как её вокальные данные были слабыми, потребовалась дублёрша, на роль которой позвали Даниэль Ликари.
С 1965 по 1967 год Даниэль пела в вокальном трио Les Fizz.
В 1968 году записала песню в стиле вокализ «Тринадцать дней во Франции» (фр. Treize jours en France), написанная композитором Франсисом Ле. Также вместе с ним она записала вторую версию заглавной песни в том же стиле к фильму История любви.
В 1969 году в сотрудничестве с молодым композитором Сен-Прё Даниэль записала свою самую известную песню «Concerto pour une voix» (с фр. — «Концерт для одного голоса») из одноимённого альбома. Альбом был продан в количестве 15 миллионов экземпляров.
В 1972 году представила свою песню «Концерт для одного голоса» для участия в конкурсе Евровидение от Франции. Французский комитет предпочёл вместо Даниэль отправить на конкурс Бетти Марс и её песню «Come-Comedie».
В 1972 году представляла Францию на фестивале World Popular Song Festival, который проходил в Токио. Песня «Одна жизнь» (фр. Une Vie) исполненная Даниэль, вышла в финал конкурса.
В 1973 году совместно с поэтом-песенником и певцом Лео Ферре записала альбом «Больше нет ничего» (фр. Il n'y a plus rien), который критиками считается шедевром французского шансона.
В июле 1978 года выступила с симфоническим оркестром Квебека и хором Церкви Святого Доминика. Выступление было посвящено празднованию 370-летию Квебека.
Всего за время карьеры Даниэль Ликари было продано более 20 миллионов копий её альбомов.
Её стиль пения «Голос сирены» (фр. the voice of a Siren) повлиял на саундтреки японских аниме 1980-х годов, написанных композитором Сэйдзи Ёкояма для телесериала «Святой Сэйя».

## Дискография

### Студийные альбомы
| год     | название                                                                 | студия звукозаписи |
| ------- | ------------------------------------------------------------------------ | ------------------ |
| 1965    | La Geographie en Chansons                                                | Barclay            |
| 1965    | Lecon de Choses en Chansons                                              | Barclay            |
| 1966    | Vivre la Nuit                                                            | Phillips           |
| 1967    | Jesus: La Vie de Jesus en 12 Chansons with the Francois Rauber Orchestra | Phillips           |
| 1969    | Sanctus: Musique Sacree Pour Piano, Orgue et Voix                        | Phillips           |
| 1969    | Concerto Pour Une Voix                                                   | Barclay            |
| 1970    | On Est Bien La-La                                                        | Barclay            |
| 1973    | Screen Themes Golden Prize                                               | Barclay            |
| 1974    | Danielle Licari Live in Japan (with Obi)                                 | Barclay            |
| 1974-75 | Danielle Licari                                                          | Barclay            |
| 1975    | Le Marche Persan                                                         | Barclay            |
| 1976    | Rhapsodie Pour Deux Voix                                                 | Barclay            |
| 1977    | Saggitarius                                                              | Barclay            |
| 1978    | Rappel                                                                   | Barclay            |
| 1979    | Concerto Pour Elle                                                       | Heloise            |
| 1980    | Elisabeth Serenade                                                       | Amo Records        |
| 1980    | Danielle Licari Chante Ennio Morricone: Mal de Toi                       | Le Petit Menestral |
| 1981    | Heidi                                                                    | Ades               |
| 1982    | Concerto Pour Deux Voix                                                  | Victor             |
| 1984    | Lonely Shepherd                                                          | Disques Star       |
| 1984    | Romance                                                                  | Star               |
| 1993    | Sanctus: Musique Sacree Pour Piano, Orgue et Voix (re-release)           | PolyGram Projects  |
| 1995    | Danielle Licari chante les plus grands                                   | Disques Quality    |

### Бэк-вокал
Бэк-вокал от Даниэль Ликари к песням других исполнителей
| Год  | Название          | Исполнитель | Студия звукозаписи |
| ---- | ----------------- | ----------- | ------------------ |
| 1970 | Анархия любви     | Лео Ферре   | Barclay            |
| 1971 | Альбатрос         | Лео Ферре   | Barclay            |
| 1973 | Больше нет ничего | Лео Ферре   | Barclay            |

### Саундтреки к фильмам
- 1964 — Шербурские зонтики
- 1971 — Дом под деревьями
- 1985 — Астерикс против Цезаря